# Lucky Night
Lucky Night is een Amerikaanse film uit 1939 onder regie van Norman Taurog.

## Verhaal
Cora Jordan is de dochter van staalmagnaat Calvin. Ze leidt een rustig bestaan en verlangt naar een avontuurlijk leven vol passie. Haar vader moedigt dit aan en overtuigt haar de luxe op te geven en een baan te vinden. Ze doet haar best werk te zoeken, maar wordt overal afgewezen. Ontmoedigd gaat ze naar het park om uit te rusten. Daar ontmoet ze Bill Overton, een man die net als zij hard op zoek is naar een baan. Ze leren elkaar kennen en stelen kleingeld van een rijke man. Dit geven ze uit in een gokhal en aan drank.
Als ze de volgende dag wakker worden, komen ze tot de ontdekking dat ze in een dronken bui met elkaar zijn getrouwd. Om haar sceptische vader te bewijzen dat het niet een huwelijk is dat gedoemd is te falen, doet ze haar uiterste best om er een succes van te maken. Cora en Bill kopen een appartement van drie kamers. Cora geeft haar verlangen naar een avontuurlijk leven op voor de veiligheid in het appartement. Door deze keuze vervreemdt ze zich van haar man, die juist een spannend leven wil leiden. Ondertussen vindt hij een baan als verkoper van schilderijen.
Al snel blijkt dat het koppel niet kan leven zoals ze hoopten met een salaris van $35 per week. Als Bill een salarisverhoging krijgt, lijkt dit gunstig te zijn voor hun huwelijk. Ze krijgen echter ruzie over hoe het geld het best besteed kan worden. Ze zien beiden in dat ze nooit tevreden kunnen zijn samen en daarom besluit Cora hem te verlaten. Bill probeert haar te vinden en gaat naar haar vader als hij hoort dat ze daar woont. Ze is die nacht echter de deur uit. In deze tijd leert hij Calvin beter kennen en samen worden ze dronken. Calvin laat later Cora realiseren dat Bill de ware voor haar is. Ze besluiten hun huwelijk nog een kans te geven.

## Rolbezetting
| Acteur          | Personage              |
| --------------- | ---------------------- |
| Myrna Loy       | Cora Jordan Overton    |
| Robert Taylor   | William 'Bill' Overton |
| Joseph Allen    | Joe Hilton             |
| Henry O'Neill   | H. Calvin Jordan       |
| Douglas Fowley  | George                 |
| Bernard Nedell  | 'Dusty' Sawyer         |
| Charles Lane    | Meneer Carpenter       |
| Bernadene Hayes | Blondie                |
| Gladys Blake    | Blackie                |
| Marjorie Main   | Mevrouw Briggs         |

## Achtergrond
Lucky Night is de eerste film die de acteurs Myrna Loy en Robert Taylor met elkaar maakten. Er was niet veel chemie tussen de twee en dit werd opgemerkt door het publiek. Daarom bleef het bij deze ene samenwerking. De film werd een flop die werd afgekraakt door de pers. The New York Times schreef dat het 'een van de gênantste en slechtste scenario's is om serieus genomen te worden door een regisseur of producent.